# Трудолюбівка (Бахчисарайський район)
Трудолю́бівка (до 1945 року — Яни́-Бадра́к, крим. Yañı Badraq, «Новий Бадрак») — село в Україні, у Бахчисарайському районі Автономної Республіки Крим. Підпорядковане Скалистівській сільській раді. Розташоване на північному сході району.

## Географія
Селом протікає річка Бодрак, ліва притока Альми.